# Länge (Physik)
Die Länge als physikalische Größe gibt die Ausdehnung materieller Objekte innerhalb einer Raumrichtung und deren Abstände zueinander an. Das Formelzeichen der Länge ist der Kleinbuchstabe {\displaystyle l}. Für die Länge von Wegen und Kurven wird als Formelzeichen meist {\displaystyle s} (für Strecke) verwendet. Die Länge ist im Internationalen Größensystem (ISQ) eine Basisgröße und hat im Internationalen Einheitensystem (SI) die Maßeinheit Meter {\displaystyle \mathrm {m} }.
Die Längenmessung erfolgt durch Vergleich der zu messenden Länge mit Maßstäben bekannter Länge. Dabei gelten zwei Längen als gleich, wenn ihre Anfangs- und Endpunkte gleichzeitig zur jeweiligen Deckung gebracht werden können. Die Länge eines Maßstabes wird in der klassischen Physik als konstant betrachtet. In der speziellen Relativitätstheorie ist die Länge jedoch abhängig vom relativen Bewegungszustand zwischen dem gemessenen Objekt und dem Maßstab. Aus Sicht des messenden Beobachters spricht man von einer relativistischen Längenkontraktion.

## Etymologie
Das Substantiv mittelhochdeutsch lenge, althochdeutsch lengī geht wie das Adjektiv lang (mittelhochdeutsch lanc, althochdeutsch lang) auf indogermanisch longho-s „lang“ zurück.